# Església dels Pares Caputxins
L'Església dels Pares Caputxins és una església a la ciutat d'Olot (Garrotxa) protegida com a bé cultural d'interès local. Destruït l'antic convent dels Pares Caputxins a l'actual Plaça de Clarà es va plantejar la nova construcció d'una església i dependències annexes. Coincidint amb un ampli marc d'arquitectura eclèctica s'edifiquen edificis d'esbarjo, com la Plaça de Braus (1859); religiosos, com els Escolapis, les capelles del Sagrat Cor de Maria, dels Desemparats i del Portal, l'església dels Pares Caputxins (1886-1888), la capella de can Batlló i les escales de Sant Esteve d'Olot; i industrials com la fàbrica Artigas.
És una església d'una sola nau i capelles laterals. Va ser bastida amb pedra volcànica i es va emprar el rajol per fer els cantoners i les obertures. La porta d'accés té tres arcs en degradació i timpà decorat amb Sant Francesc d'Assís, la vila d'Olot, l'església de Sant Esteve i la de Sant Francesc fan de teló de fons. Erròniament, en alguns casos el sant és confós amb Sant Roc, perquè l'acompanya un llop. Això no és correcte, principalment per tres motius: en primer lloc, perquè té sentit que el sant sigui Francesc, ja que els caputxins formen part de la família franciscana. En segon lloc, perquè de ser Sant Roc, vestiria de pelegrí, i no amb l'hàbit caputxí. I, en tercer lloc, perquè l'escena mostra la llegenda, recollida al capítol XXI de Les floretes de Sant Francesc, de la conversió del llop de Gubbio per part de Francesc.
El campanar, situat damunt la façana principal, és d'espadanya, té un sol ull i no té campana. Els interiors són estucats, jugant amb els colors blancs, marrons i verds. Té un petit transsepte, ocupat per dos capelles, amb pis superior. Cal destacar les capelles de la Puríssima Concepció i de la Mare de déu de Montserrat fetes amb mosaics de colors (tessel·les).